# Canton d'Autun-Nord
Le canton d'Autun-Nord est un ancien canton français situé dans le département de Saône-et-Loire et la région Bourgogne-Franche-Comté.

## Histoire
Canton créé en 1973

## Représentation

### Conseillers généraux de l'ancien canton d'Autun(1833 à 1973)
| Période | Période      | Identité                           | Étiquette            | Qualité |
| ------- | ------------ | ---------------------------------- | -------------------- | --- |
| 1833    | 1848         | Hilaire Jérôme Laureau (1799-1853) |                      | Propriétaire, maire d'Autun (1832-1843)                                                                                                |
| 1848    | 1852         | Lazare Abord                       |                      | Médecin à Mesvres Propriétaire à Autun                                                                                                 |
| 1852    | 1870         | Victor Prosper Rey                 |                      | Propriétaire, médecin, maire d'Autun, conseiller d'arrondissement (1843-1848, 1849-1862) Président de la Société d'agriculture d'Autun |
| 1870    | 1871         | Marie-Charles Ferdinand Caillault  |                      | Docteur en médecine, adjoint au Maire d'Autun, conseiller d'arrondissement                                                             |
| 1871    | 1878 (décès) | Philippe Pernette                  |                      | Maire d'Autun (1870-1871) |
| 1878    | 1886         | Gabriel Adolphe Magnien            | Républicain          | Maire d'Autun (1876-1879) Député (1885-1898)                                                                                           |
| 1886    | 1916 (décès) | Germain Perier                     | Républicain          | Avocat Maire d'Autun (1884-1916) Député (1898-1916)                                                                                    |
| 1916    | 1919         | siège vacant                       |                      | |
| 1919    | 1940         | Fernand Renaud (1872-1947)         | URD                  | Médecin - Premier adjoint puis Maire d'Autun (1931-1945) Nommé conseiller départemental en 1942                                        |
|         |              |                                    |                      | |
| 1945    | 1951         | Jean-Baptiste Rateau               | DVG                  | Vinaigrier - Maire d'Autun (1945-1947)                                                                                                 |
| 1951    | 1970         | Pierre Vieillard-Baron             | RI puis UNR puis DVD | Médecin Maire d'Autun (1965-1969) |
| 1970    | 1973         | Marcel Lucotte                     | DVD                  | Journaliste Maire d'Autun (1969-1995) Sénateur (1971-1995) Elu en 1973 dans le Canton d'Autun-Sud                                      |

### Conseillers d'arrondissement du canton d'Autun (de 1833 à 1940)
Le canton d'Autun avait deux conseillers d'arrondissement.
| Période                                  | Période      | Identité                                 | Étiquette                | Qualité |
| ---------------------------------------- | ------------ | ---------------------------------------- | ------------------------ | --- |
| 1833                                     | 1848         | Louis François Merle (1790-1866)         |                          | Négociant, banquier, propriétaire à Autun                                                                                      |
| 1833                                     | 1852         | Victor Prosper Rey (1796-1874)           |                          | Notaire, propriétaire, maire de Tavernay puis d'Autun (de 1843 à 1848)                                                         |
| 1852                                     | 1855         | Claude Brunet                            |                          | Ancien Président du Tribunal de commerce d'Autun                                                                               |
| 1855                                     | 1861         | Étienne Goin                             |                          | Négociant à Lucenay-l'Évêque                                                                                                   |
| 1861                                     | 1867         | François Philibert Devoucoux (1815-1893) |                          | Notaire, adjoint au maire d'Autun                                                                                              |
| 1867                                     | 1870         | Ferdinand Caillault                      |                          | Docteur en médecine à Autun |
|                                          |              |                                          |                          | |
| 1871                                     | 1877         | François Rérolle (1811-1885)             |                          | Docteur en médecine, Premier adjoint au maire d'Autun (1871-1876), ancien chef du service des ambulances de l'Armée des Vosges |
| 1877                                     | 1902 (décès) | Léon Durey (1833-1902)                   | Républicain              | Propriétaire, adjoint au maire d'Autun, Président du Conseil d'arrondissement                                                  |
| 1902                                     | 1907         | Lazare-Jean Laguille                     | Républicain              | Médecin, conseiller municipal d'Autun                                                                                          |
| 1907                                     | 1910 (décès) | François-Eugène Dirand (1853-1910)       | Républicain progressiste | Industriel fondeur, adjoint au maire d'Autun                                                                                   |
| 22 mai 1910                              | 1919         | Pierre Commeau                           | Républicain progressiste | Agriculteur à La Mine, conseiller municipal d'Autun                                                                            |
| 1919                                     | 1925         | Jean-Baptiste Barbotte                   | Républicain progressiste | Vétérinaire à Autun |
| 1925                                     | 1937         | Jean Trémeau                             | Union des gauches        | Instituteur, maire d'Autun (1925-1929                                                                                          |
| 1931                                     | 1937         | Pierre Célestin Cotineau                 | Rad.                     | Maire d'Auxy |
| 1937                                     | 1940         | Joseph Vieillard-Baron (1876-1947)       | Républicain              | Médecin à Autun |
| 1940                                     |              |                                          |                          | Les conseils d'arrondissement ont été suspendus par la loi du 12 octobre 1940 et n'ont jamais été réactivés                    |
| Les données manquantes sont à compléter. |              |                                          |                          | |

### Conseillers généraux du canton d'Autun-Nord (1973 à 2015)
| Période | Période          | Identité          | Étiquette | Qualité |
| ------- | ---------------- | ----------------- | --------- | --- |
| 1973    | 1975 (démission) | Bernard Jéault    | PS        | Chirurgien-dentiste à Autun |
| 1975    | 1992             | André Billardon   | PS        | Professeur de mathématiques Député (1978-1993 et 1997-2002) Président du Conseil Général (1979-1982) Président de la Communauté Urbaine Le Creusot-Montceau-les-Mines (1989-2001) Maire du Creusot (1995-2016) |
| 1992    | 2011             | Didier Martinet   | PS        | Traducteur-interprète Maire d'Autun de 1995 à 2001 Suppléant du député André Billardon (1997-2002) |
| 2011    | 2015             | Ghislaine Colombo | PS        | Employée du secteur privé Vice-Présidente du Conseil Général Conseillère régionale (2008-2010) Adjointe au Maire d'Autun (1995-2001)                                                                           |

## Composition

### Ancien canton d'Autun
Communes d'Antully, Autun, Auxy, Curgy, Dracy-Saint-Loup, Saint-Forgeot, Monthelon, Saint-Pantaléon, Tavernay.

### Canton d'Autun-Nord
| Communes         | Population (2012) | Code postal | Code Insee |
| ---------------- | ----------------- | ----------- | ---------- |
| Autun            | 16 419 (1)        | 71400       | 71014      |
| Dracy-Saint-Loup | 615               | 71400       | 71184      |
| Monthelon        | 279               | 71400       | 71313      |
| Saint-Forgeot    | 478               | 71400       | 71414      |
| Tavernay         | 520               | 71400       | 71535      |

(1) fraction de commune.

## Démographie
| 1962 | 1968 | 1975 | 1982 | 1990 | 1999   | 2007   |
| ---- | ---- | ---- | ---- | ---- | ------ | ------ |
| -    | -    | -    | -    | -    | 12 000 | 10 838 |